# Henk-Jan Zwolle
Henk-Jan Zwolle (ur. 30 listopada 1964 w Enschede) – holenderski wioślarz. Dwukrotny medalista olimpijski.
Bez powodzenia startował na IO 88 w Seulu – w skiffie zajął 12. miejsce. Cztery lata później, z Nico Rienksem jako partnerem, w dwójkach podwójnych zajął trzecie miejsce. Rok wcześniej zdobyli tytuł mistrzów świata. W Atlancie, podobnie jak Rienks, należał do osady zwycięskiej ósemki. Jego żoną jest Tessa Appeldoorn, medalistka z Sydney.